# Manuela Montebrun
Manuela Montebrun (Laval, 13 novembre 1979) è un'ex martellista francese, vincitrice di un bronzo olimpico a Pechino 2008 e di due medaglie di bronzo mondiali vinte nelle edizioni di Parigi Saint-Denis 2003 ed Helsinki 2005.

## Palmarès
| Anno | Manifestazione    | Sede             | Evento              | Risultato | Misura  | Note |
| ---- | ----------------- | ---------------- | ------------------- | --------- | ------- | ---- |
| 1998 | Mondiali juniores | Annecy           | Lancio del martello | 5ª        | 58,28 m |      |
| 1999 | Europei under 23  | Göteborg         | Lancio del martello | 4ª        | 61,95 m |      |
| 1999 | Universiadi       | Palma di Maiorca | Lancio del martello | Bronzo    | 68,11 m |      |
| 1999 | Mondiali          | Siviglia         | Lancio del martello | 12ª       | 62,44 m |      |
| 2000 | Giochi olimpici   | Sydney           | Lancio del martello | 24ª       | 57,77 m |      |
| 2001 | Europei under 23  | Amsterdam        | Lancio del martello | Oro       | 66,73 m |      |
| 2001 | Universiadi       | Pechino          | Lancio del martello | Oro       | 69,78 m |      |
| 2001 | Mondiali          | Edmonton         | Lancio del martello | 5ª        | 67,78 m |      |
| 2002 | Europei           | Monaco           | Lancio del martello | Bronzo    | 72,04 m |      |
| 2003 | Mondiali          | Saint-Denis      | Lancio del martello | Bronzo    | 70,92 m |      |
| 2004 | Giochi olimpici   | Atene            | Lancio del martello | 15ª       | 67,90 m |      |
| 2005 | Mondiali          | Helsinki         | Lancio del martello | Bronzo    | 71,41 m |      |
| 2007 | Mondiali          | Osaka            | Lancio del martello | 8ª        | 70,36 m |      |
| 2008 | Giochi olimpici   | Pechino          | Lancio del martello | Bronzo    | 72,54 m |      |
| 2009 | Mondiali          | Berlino          | Lancio del martello | 12ª       | 69,92 m |      |